# Divisiones Regionales de la Región de Murcia 2024-25
Las divisiones regionales de fútbol son las categorías de competición futbolística de más bajo nivel en España, en las que participan deportistas amateur, no profesionales. En la Región de Murcia su administración corre a cargo de la Federación de Fútbol de la Región de Murcia. Inmediatamente por encima de estas categorías está la Tercera Federación.
En la temporada 2024-2025 las divisiones regionales se dividen en Preferente Autonómica, Primera Autonómica y Segunda Autonómica. Los tres primeros clasificados ascienden al grupo XIII de Tercera Federación.

## Preferente Autonómica
La temporada 2024-2025 de la Preferente Autonómica de la Región de Murcia comenzó el 7 de septiembre de 2024 y terminó el 25 de  mayo de 2025. Los equipos participantes fueron confirmados. Al no descender ningún equipo de la Región de Murcia de Segunda Federación a Tercera Federación en la temporada 2024-2025, el tercer clasificado de Preferente Autonómica también asciende de forma directa.

### Clasificación
|  |     | Equipos de fútbol          | PJ | G  | E  | P  | GF | GC | Dif | Pts |
|  | --- | -------------------------- | -- | -- | -- | -- | -- | -- | --- | --- |
|  | 1.  | Mazarrón F. C.             | 34 | 23 | 7  | 4  | 67 | 12 | +55 | 76  |
|  | 2.  | Olímpico de Totana         | 34 | 22 | 7  | 5  | 66 | 30 | +36 | 73  |
|  | 3.  | Atlético Santa Cruz        | 34 | 23 | 4  | 7  | 61 | 32 | +29 | 73  |
|  | 4.  | Yeclano Deportivo "B"      | 34 | 18 | 5  | 11 | 51 | 36 | +15 | 59  |
|  | 5.  | U. D. Los Garres           | 34 | 17 | 6  | 11 | 49 | 32 | +17 | 57  |
|  | 6.  | C. A. P. Ciudad de Murcia  | 34 | 16 | 8  | 10 | 51 | 46 | +5  | 56  |
|  | 7.  | Abarán C. F.               | 34 | 16 | 6  | 12 | 53 | 47 | +6  | 54  |
|  | 8.  | A. D. Lorquí               | 34 | 16 | 6  | 12 | 51 | 45 | +6  | 54  |
|  | 9.  | Algezares U. D.            | 34 | 15 | 4  | 15 | 41 | 41 | 0   | 49  |
|  | 10. | E. F. El Raal              | 34 | 14 | 5  | 15 | 38 | 46 | -8  | 47  |
|  | 11. | Ciudad de Calasparra C. F. | 34 | 12 | 7  | 15 | 56 | 50 | +6  | 43  |
|  | 12. | C.F. Lorca Deportiva "B"   | 34 | 10 | 11 | 13 | 34 | 41 | -7  | 41  |
|  | 13. | C.D. Lumbreras             | 34 | 8  | 8  | 18 | 32 | 52 | -20 | 32  |
|  | 14. | C. D. Algar                | 34 | 7  | 11 | 16 | 36 | 56 | -20 | 32  |
|  | 15. | Archena F.C.               | 34 | 9  | 4  | 21 | 38 | 66 | -28 | 31  |
|  | 16. | Atlético Pinatarense       | 34 | 7  | 8  | 19 | 29 | 57 | -28 | 29  |
|  | 17. | Unión Molinense "B"        | 34 | 8  | 4  | 22 | 43 | 71 | -28 | 28  |
|  | 18. | E. D. M. F. Churra         | 34 | 8  | 3  | 23 | 40 | 76 | -36 | 27  |

Pts = Puntos; PJ = Partidos Jugados; G = Partidos Ganados; E = Partidos Empatados; P = Partidos Perdidos; GF = Goles Anotados; GC = Goles Recibidos
|  | Ascenso a Tercera Federación                                  |
|  | Ascenso a Tercera Federación por disponibilidad de plaza      |
|  | Clasificado para la promoción de ascenso a Tercera Federación |
|  | Desciende a Primera Autonómica                                |

### Promoción de ascenso a Tercera Federación

#### Eliminatoria de Semifinales
| Ida; 1 de junio de 2025, 18:30 | Abarán C. F. | 1:3 (0:0) | Yeclano Deportivo "B"         | Las Colonias, Abarán      |                           |
|                                | Carrasco 70' | Reporte   | 76' 93' Meneses · 91' Navarro | Árbitro(s): Garnés Ibarra | Árbitro(s): Garnés Ibarra |

| Vuelta; 7 de junio de 2025, 19:00 | Yeclano Deportivo "B"             | 3:0 (1:0) (Global 6:1) | Abarán C. F. | La Constitución, Yecla  |                         |
|                                   | Gil 15' · Rubio 47' · Meneses 64' | Reporte                |              | Árbitro(s): Terry López | Árbitro(s): Terry López |

| Pasa a la final Yeclano Deportivo "B" |

| Ida; 1 de junio de 2025, 19:00 | C. A. P. Ciudad de Murcia | 1:0 (0:0) | U. D. Los Garres | José Barnés, Murcia       |                           |
|                                | Jorge Martínez 80'        | Reporte   |                  | Árbitro(s): Martín García | Árbitro(s): Martín García |

| Vuelta; 8 de junio de 2025, 18:30 | U. D. Los Garres | 0:1 (0:0) (Global 0:2) | C. A. P. Ciudad de Murcia | Las Tejeras, Los Garres (Murcia) |                          |
|                                   |                  | Reporte                | 92' Sergio González       | Árbitro(s): López Lázaro         | Árbitro(s): López Lázaro |

| Pasa a la final C. A. P. Ciudad de Murcia |

#### Eliminatoria FINAL
| Ida; 15 de junio de 2025, 19:00 | C. A. P. Ciudad de Murcia | 0:0     | Yeclano Deportivo "B" | José Barnés, Murcia       |                           |
|                                 |                           | Reporte |                       | Árbitro(s): Martín García | Árbitro(s): Martín García |

| Vuelta; 21 de junio de 2025, 19:00 | Yeclano Deportivo "B"                          | 3:0 (1:0) (Global 3:0) | C. A. P. Ciudad de Murcia | La Constitución, Yecla     |                            |
|                                    | Francisco García 30' · Navarro 62' · Rubio 83' | Reporte                |                           | Árbitro(s): Almagro Álvaro | Árbitro(s): Almagro Álvaro |

| Asciende Yeclano Deportivo "B" |

| Asciende a Tercera Federación |

## Primera Autonómica
La temporada 2024-2025 de la Primera Autonómica de la Región de Murcia comenzó el 21 de septiembre de 2024 y terminó el 19 de mayo de 2025. Al no descender ningún equipo de la Región de Murcia de Segunda Federación a Tercera Federación en la temporada 2024-2025, se crea una plaza disponible en Preferente Autonómica que pasa a ocupar el mejor segundo clasificado de los dos grupos. Además, la desaparición del C. D. Plus Ultra genera otra plaza vacante en Preferente Autonómica.

### Grupo I
|  |     | Equipos de fútbol            | PJ | G  | E  | P  | GF | GC | Dif | Pts |
|  | --- | ---------------------------- | -- | -- | -- | -- | -- | -- | --- | --- |
|  | 1.  | San Javier C. F.             | 30 | 20 | 6  | 4  | 77 | 28 | +49 | 66  |
|  | 2.  | Deportivo Murcia F. C.       | 30 | 21 | 2  | 7  | 62 | 31 | +31 | 65  |
|  | 3.  | E. F. Alhama                 | 30 | 17 | 6  | 7  | 57 | 33 | +24 | 57  |
|  | 4.  | Deportiva Minera "B"         | 30 | 16 | 5  | 9  | 57 | 40 | +17 | 53  |
|  | 5.  | C. D. Juvenia                | 30 | 14 | 8  | 8  | 54 | 44 | +10 | 50  |
|  | 6.  | E. F. La Aljorra             | 30 | 15 | 5  | 10 | 66 | 51 | +15 | 50  |
|  | 7.  | C. D. San Ginés de la Jara   | 30 | 14 | 7  | 9  | 62 | 41 | +21 | 49  |
|  | 8.  | C. F. B. Totana              | 30 | 11 | 1  | 18 | 32 | 47 | -15 | 34  |
|  | 9.  | A. D. Guadalupe              | 30 | 11 | 1  | 18 | 49 | 66 | -17 | 34  |
|  | 10. | C. D. Alberca                | 30 | 9  | 7  | 14 | 42 | 50 | -8  | 34  |
|  | 11. | Alhama C. F.                 | 30 | 10 | 4  | 16 | 43 | 58 | -15 | 34  |
|  | 12. | Alcantarilla F. C. "B"       | 30 | 8  | 10 | 12 | 43 | 57 | -14 | 34  |
|  | 13. | E. M. F. Fuente Álamo        | 30 | 8  | 7  | 15 | 36 | 59 | -23 | 31  |
|  | 14. | Roldán A. D.                 | 30 | 8  | 7  | 15 | 36 | 61 | -25 | 31  |
|  | 15. | C.F. Santomera "B"           | 30 | 7  | 7  | 16 | 35 | 53 | -18 | 28  |
|  | 16. | C. D. Cruz Sangonera la Seca | 30 | 6  | 7  | 17 | 32 | 64 | -32 | 25  |

Pts = Puntos; PJ = Partidos Jugados; G = Partidos Ganados; E = Partidos Empatados; P = Partidos Perdidos; GF = Goles Anotados; GC = Goles Recibidos
|  | Ascenso a Preferente Autonómica                                  |
|  | Ascenso a Preferente Autonómica por disponibilidad de plaza      |
|  | Clasificado para la Promoción de ascenso a Preferente Autonómica |
|  | Desciende a Segunda Autonómica                                   |

### Grupo II
|  |     | Equipos de fútbol           | PJ | G  | E  | P  | GF | GC  | Dif | Pts |
|  | --- | --------------------------- | -- | -- | -- | -- | -- | --- | --- | --- |
|  | 1.  | C. D. Beniel                | 30 | 22 | 4  | 4  | 71 | 25  | +46 | 70  |
|  | 2.  | Bullas Deportivo            | 30 | 19 | 10 | 1  | 65 | 20  | +45 | 67  |
|  | 3.  | C. D. Zeneta                | 30 | 18 | 5  | 7  | 79 | 47  | +32 | 59  |
|  | 4.  | Jumilla Atlético C. F.      | 30 | 17 | 7  | 6  | 62 | 39  | +23 | 58  |
|  | 5.  | Cotillas C. D.              | 30 | 16 | 6  | 8  | 66 | 35  | +31 | 54  |
|  | 6.  | E. F. Altorreal             | 30 | 14 | 7  | 9  | 63 | 52  | +11 | 49  |
|  | 7.  | C. D. El Esparragal         | 30 | 13 | 5  | 12 | 56 | 48  | +8  | 44  |
|  | 8.  | Beniaján C. F.              | 30 | 13 | 3  | 14 | 56 | 66  | -10 | 42  |
|  | 9.  | C. D. Cieza "B"             | 30 | 10 | 7  | 13 | 47 | 48  | -1  | 37  |
|  | 10. | C.D. Hoya del Campo         | 30 | 10 | 5  | 15 | 55 | 68  | -15 | 35  |
|  | 11. | Atlético Cabezo de Torres   | 30 | 9  | 7  | 14 | 45 | 65  | -20 | 34  |
|  | 12. | Club Cehegín Deportivo      | 30 | 7  | 10 | 13 | 47 | 47  | 0   | 31  |
|  | 13. | La Copa C. F.               | 30 | 7  | 10 | 13 | 40 | 57  | -17 | 31  |
|  | 14. | Independiente de Ceutí F.C. | 30 | 6  | 6  | 18 | 54 | 82  | -28 | 24  |
|  | 15. | Deportivo Huracán           | 30 | 6  | 2  | 22 | 33 | 103 | -70 | 20  |
|  | 16. | C. D. Ciudad de Mula        | 30 | 4  | 4  | 22 | 37 | 74  | -37 | 16  |

Pts = Puntos; PJ = Partidos Jugados; G = Partidos Ganados; E = Partidos Empatados; P = Partidos Perdidos; GF = Goles Anotados; GC = Goles Recibidos
|  | Ascenso a Preferente Autonómica                                  |
|  | Ascenso a Preferente Autonómica por disponibilidad de plaza      |
|  | Clasificado para la Promoción de ascenso a Preferente Autonómica |
|  | Desciende a Segunda Autonómica                                   |

### Final Campeón Primera Autonómica
| Ida; 1 de junio de 2025, 19:00 | San Javier C. F.         | 2:1 (1:1) | C. D. Beniel | Pitín, San Javier       |                         |
|                                | Garre 10' · Bouthiri 46' | Reporte   | 41' Rachiq   | Árbitro(s): Ortín Ruiza | Árbitro(s): Ortín Ruiza |

| Vuelta; 8 de junio de 2025, 19:15 | C. D. Beniel     | 2:3 (0:0) (Global 3:5) | San Javier C. F.             | Cristian Portugués, Beniel |                            |
|                                   | 77' 84' Cristian | Reporte                | 48' 63' Hornero · 91' Antolí | Árbitro(s): Mompeán García | Árbitro(s): Mompeán García |

| Campeón de Primera Autonómica San Javier C. F. |

### Promoción de ascenso a Preferente Autonómica

#### Eliminatoria de Semifinales
| Ida; 25 de mayo de 2025, 19:00 | E. F. Alhama                                                  | 4:0 (2:0) | C. D. Zeneta | José María Soriano Muñoz, Alhama de Murcia |                               |
|                                | Lucas Pazos 19' · Diego Sánchez 30' 51' · Sergio Martínez 90' | Reporte   |              | Árbitro(s): Constanzo Acciari              | Árbitro(s): Constanzo Acciari |

| Vuelta; 31 de mayo de 2025, 17:00 | C. D. Zeneta  | 1:2 (0:0) (Global 1:6) | E. F. Alhama          | Polideportivo Municipal, Zeneta (Murcia) |                            |
|                                   | Andersson 50' | Reporte                | 71' Pazos · 90' Soria | Árbitro(s): Espín Riquelme               | Árbitro(s): Espín Riquelme |

| Pasa a la final E. F. Alhama |

| Ida; 25 de mayo de 2025, 17:00 | Jumilla Atlético C. F.                      | 2:1 (1:1) | Deportivo Murcia F. C. | Polideportivo La Hoya, Jumilla |                             |
|                                | Mustapha Charkaoui 45' · Gonzalo Stella 55' | Reporte   | 17' Saba Aroshidze     | Árbitro(s): Barnés Martínez    | Árbitro(s): Barnés Martínez |

| Vuelta; 31 de mayo de 2025, 18:30 | Deportivo Murcia F. C. | 1:4 (0:0) (Global 2:6) | Jumilla Atlético C. F.                      | José Manuel Aroca, Corvera (Murcia) |                              |
|                                   | Cabrera 58'            | Reporte                | 52' 65' 74' Gonzalo Stella · 90' Boudchiche | Árbitro(s): Martínez Sánchez        | Árbitro(s): Martínez Sánchez |

| Pasa a la final Jumilla Atlético C. F. |

#### Eliminatoria FINAL
| Ida; 8 de junio de 2025, 18:30 | Jumilla Atlético C. F.                | 2:0 (1:0) | E. F. Alhama | Polideportivo La Hoya, Jumilla |                          |
|                                | Víctor Segura 42' · Moazou Zampou 75' | Reporte   |              | Árbitro(s): Nicolás Rico       | Árbitro(s): Nicolás Rico |

| Vuelta; 15 de junio de 2025, 19:00 | E. F. Alhama | 3:0 (2:0, 1:0) (t. s.)(Global 3:2) | Jumilla Atlético C. F. | José María Soriano Muñoz, Alhama de Murcia |  |

| Asciende E. F. Alhama |

## Segunda Autonómica
La temporada 2024-2025 de la Segunda Autonómica de la Región de Murcia comenzó el 19 de octubre de 2024 y terminó el 18 de mayo de 2025. En el Grupo II se retiró el Moratalla Fútbol Base a mediados de temporada.

### Grupo I
|  |     | Equipos de fútbol                | PJ | G  | E | P  | GF | GC | Dif | Pts |
|  | --- | -------------------------------- | -- | -- | - | -- | -- | -- | --- | --- |
|  | 1.  | C.D. Mediterráneo                | 22 | 13 | 6 | 3  | 46 | 21 | +25 | 45  |
|  | 2.  | C.D. San Cristóbal Atlético      | 22 | 14 | 2 | 6  | 58 | 18 | +40 | 44  |
|  | 3.  | C.D. Ciudad de La Unión          | 22 | 12 | 6 | 4  | 57 | 28 | +29 | 42  |
|  | 4.  | E.F. Dolorense                   | 22 | 11 | 7 | 4  | 59 | 28 | +31 | 40  |
|  | 5.  | Huércal-Overa C.F.               | 22 | 11 | 7 | 4  | 40 | 21 | +19 | 40  |
|  | 6.  | E.F. Dolores de Pacheco          | 22 | 9  | 3 | 10 | 48 | 50 | -2  | 30  |
|  | 7.  | Real Murcia C.F. "C"             | 22 | 8  | 5 | 9  | 41 | 44 | -3  | 29  |
|  | 8.  | A.D. Barrio Peral                | 22 | 7  | 5 | 10 | 29 | 38 | -9  | 26  |
|  | 9.  | Santiago de la Ribera F.C.       | 22 | 6  | 7 | 9  | 40 | 50 | -10 | 25  |
|  | 10. | Atlético Santa Cruz "B"          | 22 | 5  | 6 | 11 | 36 | 59 | -23 | 21  |
|  | 11. | Polideportivo Atlético Sangonera | 22 | 3  | 3 | 16 | 20 | 69 | -49 | 12  |
|  | 12. | A.D. Sucina                      | 22 | 2  | 5 | 15 | 21 | 69 | -48 | 11  |

Pts = Puntos; PJ = Partidos Jugados; G = Partidos Ganados; E = Partidos Empatados; P = Partidos Perdidos; GF = Goles Anotados; GC = Goles Recibidos
|  | Ascenso a Primera Autonómica                             |
|  | Ascenso a Primera Autonómica por disponibilidad de plaza |

### Grupo II
|  |     | Equipos de fútbol             | PJ | G  | E | P  | GF | GC  | Dif | Pts |
|  | --- | ----------------------------- | -- | -- | - | -- | -- | --- | --- | --- |
|  | 1.  | C.D.K. El Puntal              | 22 | 17 | 2 | 3  | 79 | 25  | +54 | 53  |
|  | 2.  | Ciudad de Calasparra C.F. "B" | 22 | 16 | 2 | 4  | 63 | 20  | +43 | 50  |
|  | 3.  | A.D. Blanca San Roque         | 22 | 16 | 0 | 6  | 70 | 26  | +44 | 48  |
|  | 4.  | E.D. Javalí Viejo - La Ñora   | 22 | 14 | 4 | 4  | 76 | 38  | +38 | 46  |
|  | 5.  | E.F.B. Puente Tocinos         | 22 | 11 | 3 | 8  | 50 | 36  | +14 | 36  |
|  | 6.  | A.D. Pliego                   | 22 | 10 | 5 | 7  | 51 | 38  | +13 | 35  |
|  | 7.  | C.D. El Esparragal "B"        | 22 | 10 | 1 | 11 | 47 | 59  | -12 | 31  |
|  | 8.  | Tiñosa F.C.                   | 22 | 6  | 3 | 13 | 36 | 41  | -5  | 21  |
|  | 9.  | E.F. El Raal "B"              | 21 | 7  | 0 | 14 | 30 | 53  | -23 | 21  |
|  | 10. | A.D. Ceutí Atlético           | 22 | 6  | 0 | 16 | 32 | 67  | -35 | 18  |
|  | 11. | C.D. Plus Ultra "B"           | 21 | 3  | 3 | 15 | 23 | 110 | -87 | 12  |

Pts = Puntos; PJ = Partidos Jugados; G = Partidos Ganados; E = Partidos Empatados; P = Partidos Perdidos; GF = Goles Anotados; GC = Goles Recibidos
|  | Ascenso a Primera Autonómica |

### Final Campeón Segunda Autonómica
| Ida; 1 de junio de 2025, 20:00 | C.D. Mediterráneo                                                   | 6:1 (2:0) | C.D.K. El Puntal | Polideportivo Municipal Mediterráneo, Cartagena |                         |
|                                | Salhi 42' · Castejón 45' · Sánchez 55' · Hardi 67' 88' · Campoy 85' | Reporte   | 71' Tendero      | Árbitro(s): Martín Pina                         | Árbitro(s): Martín Pina |

| Vuelta; 8 de junio de 2025, 10:00 | C.D.K. El Puntal                               | 4:4 (4:2) (Global 5:10) | C.D. Mediterráneo                              | Polideportivo Municipal El Puntal, Murcia |                              |
|                                   | 5' Noriega · 36' 45+3' Barrios · 45+1' Tendero | Reporte                 | 10' 38' García · 66' De la Torre · 81' Sánchez | Árbitro(s): García Fernández              | Árbitro(s): García Fernández |

| Campeón de Segunda Autonómica C.D. Mediterráneo |